# Rudolf Klein-Rogge
Friedrich Rudolf Klein-Rogge (Colônia, 24 de novembro de 1885 – Graz, 29 de maio de 1955) foi um ator alemão. Klein-Rogge é conhecido por interpretar figuras sombrias nos filmes das décadas de 1920 e 1930, principalmente em obras do diretor Fritz Lang realizadas na República de Weimar.

## Biografia
Klein-Rogge nasceu na cidade de Colônia. Ele começou a estudar atuação enquanto era aluno de história da arte em Berlim e em Bonn. Klein-Rogge fez sua estreia como ator em 1909, interpretando Cassius na peça Julius Caesar em Halberstadt. Klein-Rogge atuou em teatros localizados em Düsseldorf, Kiel e Aquisgrano. Neste último local, Klein-Rogge conheceu a atriz e escritora Thea von Harbou. Os dois se casaram em 1914. Em 1915, Klein-Rogge se juntou ao teatro Städtische Bühnen de Nuremberg na função dupla de ator e diretor.
En 1919, Klein-Rogge começou a atuar em filmes. Ele apareceu num papel não-creditado em Das Cabinet des Dr. Caligari. Foi nessa época que von Harbou iniciou um romance com o diretor Fritz Lang, com o qual acabaria se casando após se divorciar de Klein-Rogge. Apesar do divórcio, Klein-Rogge fez vários filmes escritos por von Harbou e dirigidos por Lang, incluindo Der müde Tod, Dr. Mabuse, der Spieler, Die Nibelungen, Metropolis e Spione. O visual intenso de Klein-Rogge lhe rendeu papéis de tirano em Der steinerne Reiter de Fritz Wendhausen, de pirata em Pietro der Korsar de Arthur Robison e de czar em Casanova de Alexandre Volkoff. O último filme de Klein-Rogge com Lang foi O Testamento do Dr. Mabuse, de 1933.
Klein-Rogge interpretou o papel principal em dois filmes dirigidos por in von Harbou: Elisabeth und der Narr e Hanneles Himmelfahrt. Klein-Rogge se casou mais duas vezes. Primeiro com Margarete Neff e depois com a atriz sueca Mary Johnson.

## Filmografia parcial
Principais filmes de Klein-Rogge:
- Das Cabinet des Dr. Caligari (1920)
- Dr. Mabuse, der Spieler (1922)
- Schatten - Eine nächtliche Halluzination (1923)
- Die Nibelungen (1924)
- Pietro der Korsar (1925)
- Mädchenhandel - Eine internationale Gefahr (1926)
- Metropolis (1927)
- Spione (1928)
- Tarakanova (1930)
- O Testamento do Dr. Mabuse (1933)